# Monopoly
Monopoly (englisch für „Monopol“) ist ein US-amerikanisches Brettspiel. Ziel des Spiels ist es, ein Grundstücksimperium aufzubauen und alle anderen Mitspieler in die Insolvenz zu treiben. Dazu erwirbt man möglichst viele Besitzrechte, um von den Mitspielern Mieten zu erhalten, wenn diese durch Würfeln auf gewissen Feldern landen.
Als Vorlage für das Spiel diente The Landlord’s Game, ein 1904 von Elizabeth Magie patentiertes Brettspiel, das die Gefahren des monopolistischen Landbesitzes aufzeigen sollte. Als Vorbild für das mit einem Zylinder ausgestattete Monopoly-Maskottchen diente der aus Mannheim stammende deutsch-amerikanische Bankier Otto Hermann Kahn.
Es ist weltweit eines der erfolgreichsten Brettspiele und wird nach Angaben des Verlags in 37 Sprachen und über 103 Ländern verkauft.

## Entstehung

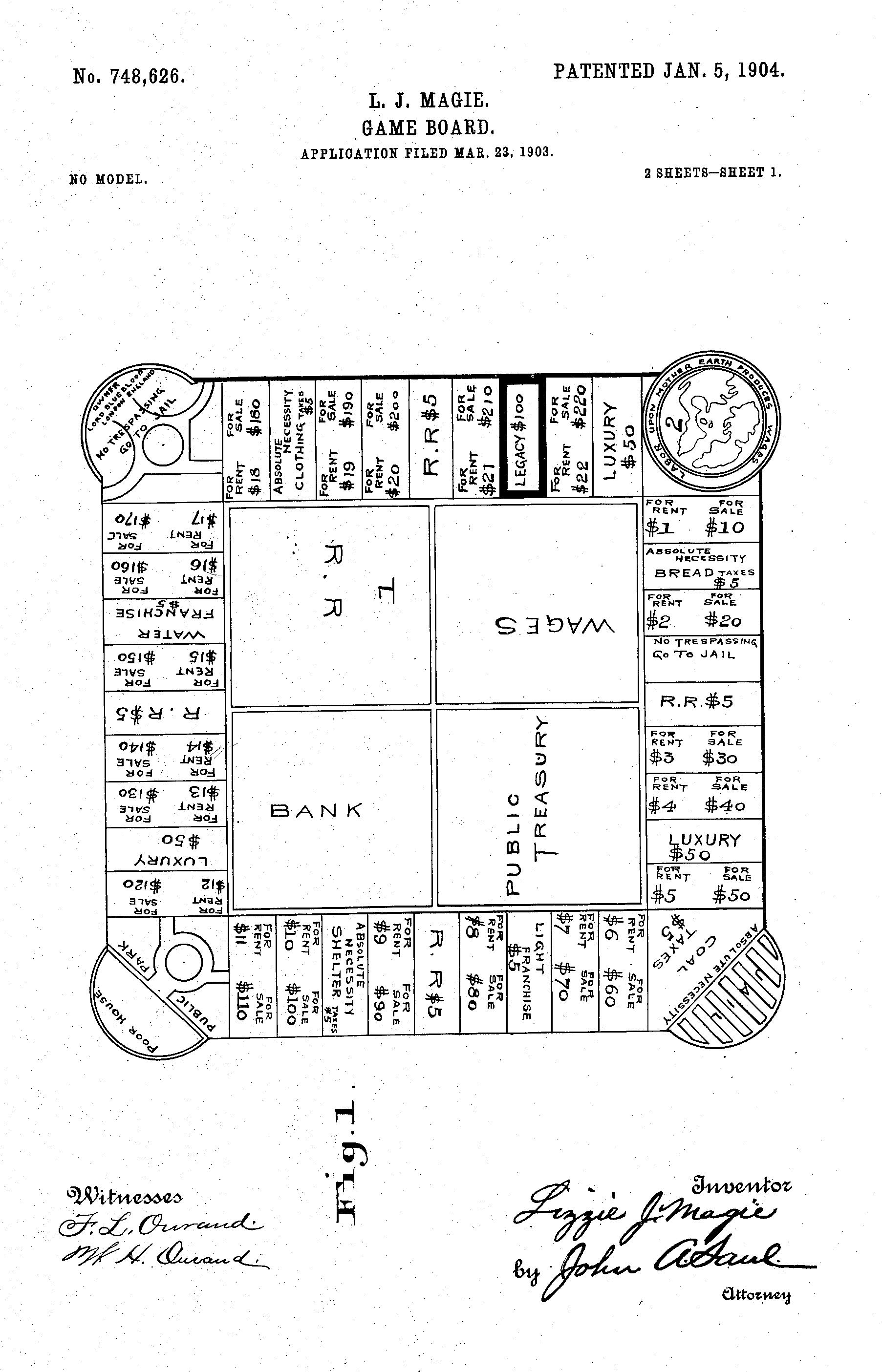
Spielplan von The Landlord’s Game von Elizabeth Magie aus dem Jahr 1904

Als Erfinderin gilt heute die Quäkerin Elizabeth „Lizzie“ Magie, die das Spiel unter dem Namen The Landlord’s Game ausweislich einer Patentschrift im Jahr 1904 (erneuert 1924) ins Leben gerufen hat. Lange Zeit galt Charles Darrow, der das Spiel an die Parker Brothers verkauft hatte, als der Urheber. Vorausgehende Kontaktversuche von Magie mit Parker waren offenbar allesamt gescheitert. Diese vollständigere Geschichte wurde jedoch erst im Zuge einer Klage von General Mills ab ca. 1974 wieder öffentlich bekannt (→ Anti-Monopoly und der Streit um den tatsächlichen Erfinder). Der derzeitige Markeninhaber Parker Brothers (bzw. dessen Dach Hasbro) verschaffte sich im Lauf der Zeit die Patentrechte sowohl von Magie als auch von Darrow und hält die Markenrechte am Namen ‚Monopoly‘; 2015 feierte Hasbro den 80. Geburtstag von Monopoly, nämlich den 80. Jahrestag des Datums, an dem E. Magie das U.S. Patent № 748.626 an die Parker-Brüder verkauft hatte.
Die Stenotypistin Lizzie Magie war Anhängerin der sozialreformerischen Ideen des Ökonomen Henry George (→ Georgismus). Dessen Erkenntnisse wollte sie den Menschen mit einem Brettspiel nahebringen: arbeitslose Einkünfte des Grundbesitzers auf der einen Seite schaffen Armut und Verelendung auf der anderen Seite. Zu diesem Zweck schuf sie zwei Spielvarianten. Die eine ist im Grundprinzip die bis heute bekannte. Bei der Alternative nahm sie die von Henry George vorgeschlagene „single tax“ mit dazu, hob also de facto das Grundeigentum auf. Bei der heute allein bekannten Variante bleibt ein Monopolist übrig, dem als Gewinner alles gehört, während bei der damaligen zweiten Alternative ohne Bodenspekulation die meisten Mitspieler im Spielverlauf immer wohlhabender werden (siehe auch Freiwirtschaft).
1909 lehnte der damals bedeutendste Brettspielehersteller Parker Brothers ‚Landlord’s Game‘ als zu komplex und politisch ab. Lizzie Magie versuchte es in Eigenregie, blieb aber ohne nennenswerten Erfolg. Lediglich in Schottland verkauften sich ab 1913 einige Exemplare unter dem Titel ‚Br’er Fox and Br’er Rabbit‘. Brother Rabbit ist hierbei der schlaue Hase, der in afroamerikanischen Volkserzählungen den Fuchs, den Brother Fox, stets überlistet.
Von Magies Wohnort Arden verbreiteten sich selbstgemachte Einzelausgaben über den Nordosten der USA, die abseits des ausbleibenden kommerziellen Erfolgs vor allem bei Linksintellektuellen sehr beliebt wurden. Das älteste heute noch erhaltene Spielbrett stammt von dort. So lernte es auch der radikale Ökonom Scott Nearing kennen und verwendete es bei seinen Vorlesungen am Swarthmore College bei Philadelphia. Einer seiner Schüler wiederum stellte das Spiel als Lehrer am Albright College in Reading seinen Schülern vor. Unter ihnen waren Louis und Ferdinand Thun, Söhne des Textil-Industriellen Ferdinand Thun, der ursprünglich aus dem rheinischen Barmen in die USA eingewandert war. Auch sie produzierten einige Bretter ohne nennenswerten Erfolg, allein der Name einer damaligen karitativen Einrichtung aus Reading ist bis heute im Original-Monopoly erhalten: Community Chest (in der deutschen Version schlicht Gemeinschaftsfeld, in der Schweiz Kanzlei / Chancellerie).
Aus Reading kam das Spiel mit einem Schulkollegen der Thuns, Daniel Layman, nach Indianapolis. Layman adaptierte es, nannte es ‚The Game of Finance‘ und begann mit der Vermarktung. Doch der Zeitpunkt war schlecht gewählt, es war 1929 und die Börsen stürzten ein. Aus Indianapolis nahm die Quäkerin Ruth Hoskins das Spiel nach Atlantic City mit, wo sie ihrem ‚Atlantic City Board‘ die bis heute in der US-amerikanischen Version üblichen Straßennamen aus Atlantic City und Umgebung gab. Von hier kam das Spiel zurück nach Philadelphia, wo der mit Hoskins befreundete Hotelmanager Charles Todd es seiner Nachbarin Esther Darrow zeigte. Die Todds und die Darrows wurden ein eingeschworenes Monopoly-Team und entwickelten das Spiel weiter.
Charles Darrow, der gerade seine Anstellung als Heizgeräte-Vertreter verloren hatte, soll Monopoly 1930 nach eigenen Angaben als Zeitvertreib für die lange Zeit der durch die Weltwirtschaftskrise verursachten Beschäftigungslosigkeit entwickelt haben. Kritiker dagegen sehen eine große Übereinstimmung, selbst in Schreibfehlern, mit dem damals schon bekannten Atlantic City Board von Ruth Hoskins, das wiederum relativ nahe an der Ur-Version von Magie ist, während zeitgleich in Spiel- und Bildungskreisen noch immer diverse modifizierte Varianten kursierten, z. B. Finance.

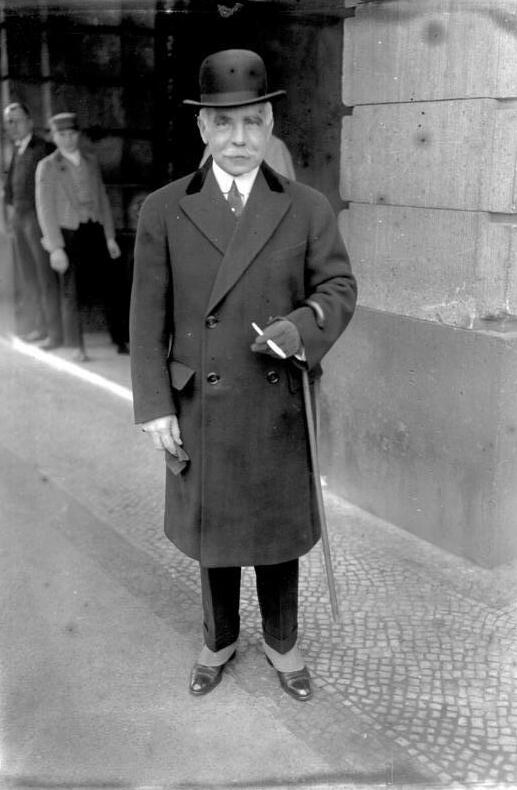
Der Bankier Otto Hermann Kahn, Vorbild für das Monopoly-Maskottchen

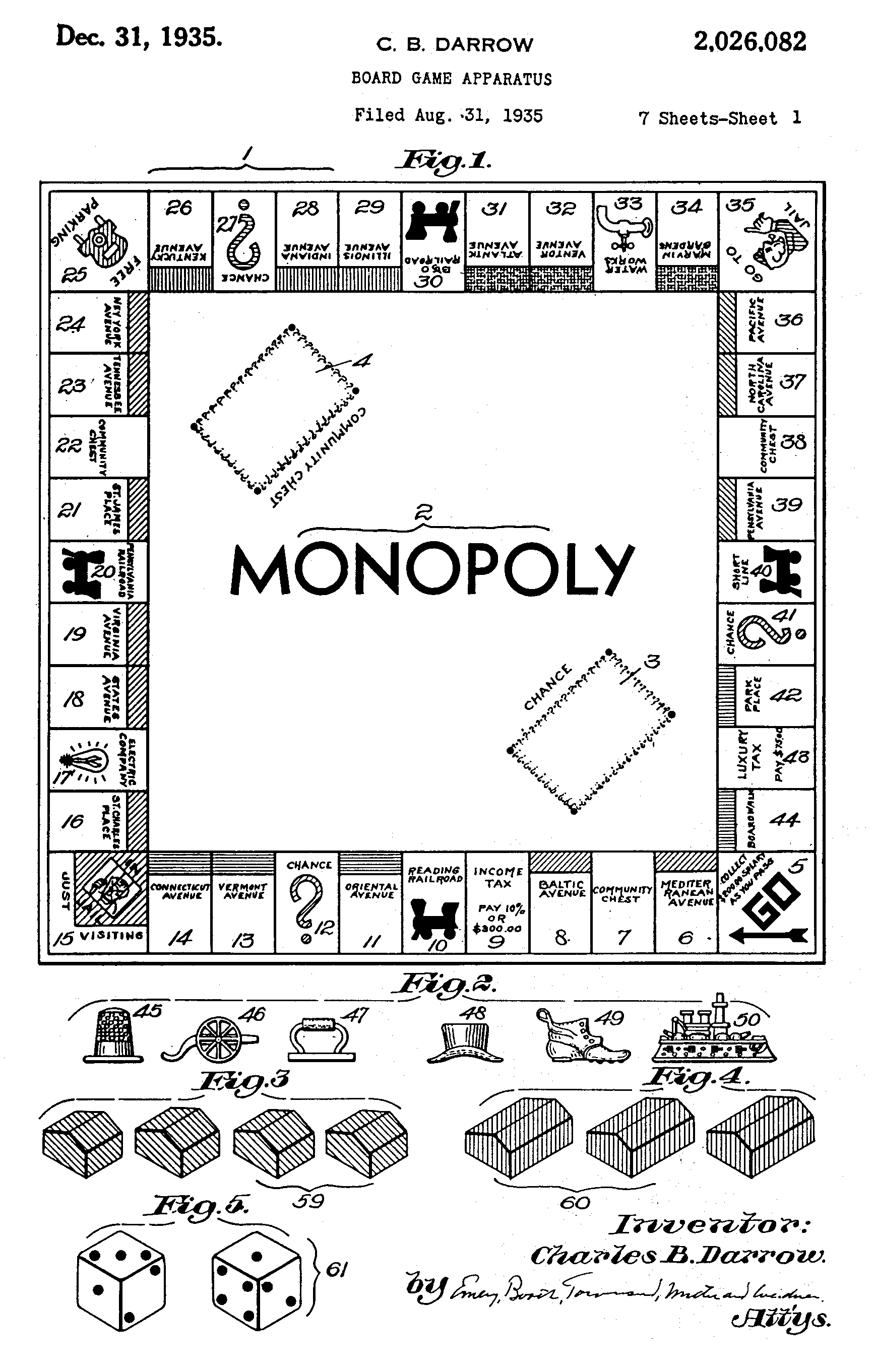
Erste Seite der Patentschrift zu Monopoly (1935)

Darrow ließ sich schon 1933 nach den ersten Verkaufserfolgen seine Urheberrechte schützen, aus seinem Spielbrettdesign stammen viele noch heute bekannte Elemente. Doch die ursprünglichen Muster sind aus den Akten des United States Copyright Office verschwunden. Darrow versuchte 1934 mehrfach, das Spiel zu verkaufen, wurde jedoch stets abgewiesen. Auch die Manager von Parker Brothers, dem damals größten Hersteller von Brettspielen, lehnten es ab, das Spiel in ihr Sortiment aufzunehmen. Sie bemängelten volle „52 grundsätzliche Fehler“, darunter die lange Spieldauer, komplizierte Spielregeln und das Fehlen eines Zielpunktes (die Mitspieler müssen fortwährend im Kreis laufen). Nach der Ablehnung vermarktete Darrow das Spiel – mit leicht geänderten Spielregeln – weiterhin selbst. 1934 verkaufte er eine kleine Auflage an ein Kaufhaus in Philadelphia mit überraschendem Erfolg; die Nachfrage stieg so rasch, dass es sich auch bis zu Parker herumsprach: Die Firma half Darrow, sich ein Patent auf Monopoly zu sichern, erwarb die Rechte und begann zum Weihnachtsgeschäft 1935 mit der Vermarktung des Spiels. Das US-Patentamt bewilligte am 31. Dezember 1935 den am 31. August beantragten Patentschutz. Die Verkaufszahlen des Spiels entwickelten sich zunächst weiterhin sehr erfolgreich.
Andere Miterfinder von Monopoly meldeten sich und Parker musste sie alle auszahlen. Für die Rechte an ‚Finance‘ sowie am ebenfalls auf dem ‚Landlord’s Game‘ basierenden ‚Inflation‘ zahlten sie je 10.000 $. Lizzie Magie, nun eine ältere Dame ohne finanzielle Ambitionen, trat Parker Brothers für 500 $ die Rechte ab, die sie 1924 beim Patentamt noch erneuert hatte. Charles Darrow wurde als erster Spielautor der Geschichte Millionär.
Als Vorbild für das mit einem Zylinder ausgestattete Monopoly-Maskottchen (engl.: Mr. Monopoly) diente der aus Mannheim stammende deutsch-amerikanische Bankier Otto Hermann Kahn.
1936 verhängte Parker angesichts gewisser Rückgänge beim Absatz einen Produktionsstopp, da er einen weiteren schnellen Absatzeinbruch erwartete. Die Absätze zogen aber in der Folge wieder deutlich an, so dass sich Parker entschließen konnte, die Produktion des Spiels wieder aufzunehmen.
Das Spiel wurde in der Folge in zahlreichen nationalen Versionen (s. u.) umgesetzt und auf die Märkte gebracht, so dass es zu einem internationalen Klassiker werden konnte. Mehr als 250 Millionen Stück sind seither verkauft worden, etwa fünfeinhalb Milliarden Monopoly-Häuschen wurden bisher produziert – das ist grob gerechnet eines für jedes reale Wohnhaus auf der Welt.
Es gibt neben den vielen Länderausgaben auch unzählige Spezialeditionen, etwa eine aus Schokolade oder auch eine Luxusvariante mit Häusern aus Gold für ca. 25.000 $.

## Spielablauf, Ziel, Gewinn

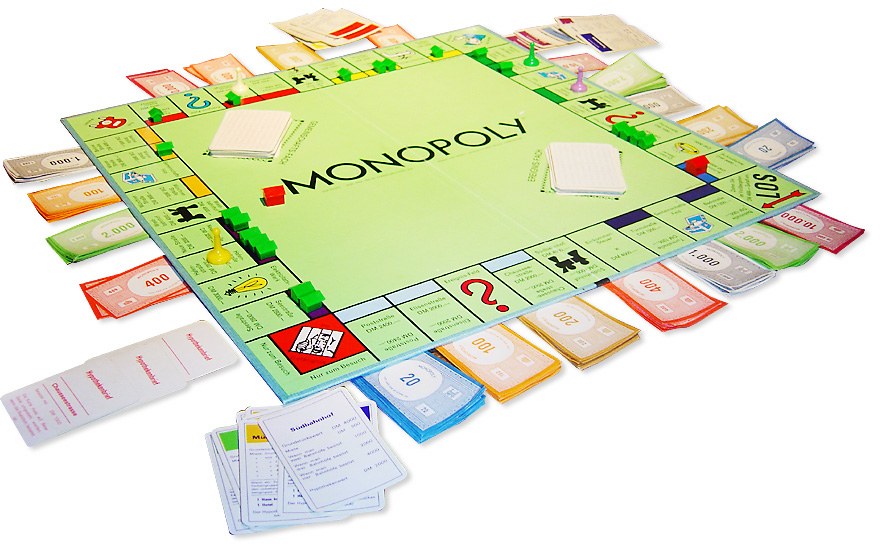
Spielbrett während des Spiels

Monopoly wird mit zwei bis acht Spielern gespielt. Jeder Spieler erhält ein festgelegtes Startkapital (in der Regel 1.500 Monopoly-$ in der gängigen Grundversion, vor der Einführung des Monopoly-$ waren es 3.000 CHF bzw. DM, später 1.500 €) und besitzt eine Spielfigur, die sich zyklisch im Uhrzeigersinn auf dem Spielbrett wie in einer Stadt bewegt. Dann wird mit Spielgeld investiert oder gehandelt. Es gibt kein negatives Vermögen. Die Spieler kommen im Uhrzeigersinn an die Reihe. Der jeweilige Spieler wickelt folgende Schritte ab:
- Würfeln und die Figur bewegen,
- je nach Art des erreichten Feldes bestimmte Aktionen ausführen:
  - Ausführen von Karten-Aktionen,
  - An- und Verkäufe von Grundstücken,
  - Miete an Mitspieler zahlen,
  - ein eigenes Grundstück durch Häuser oder Hotel aufwerten oder
  - Steuern bezahlen, Einnahmen erhalten und andere Sonderaktionen.

Ziel des Spieles ist, nicht bankrottzugehen, bzw. die Mitspieler in die Insolvenz zu treiben. Ein Spieler, dessen Privatvermögen auf Null gefallen ist, scheidet aus dem Spiel aus. Die verbleibenden Spieler fahren fort. Die Spielregeln weisen darauf hin, dass die Regeln zum Geld leihen etc. beachtet werden sollen, um Spielzeit zu begrenzen.
Wenn ein Spieler im Gefängnis sitzt, darf er seine Figur nicht bewegen, kann aber weiterhin Häuser bauen, Grundstücke kaufen oder verkaufen und Miete kassieren.
Die Karten, in Deutschland Gemeinschafts- und Ereigniskarten, in der Schweiz „Chance“ und „Kanzlei / Chancellerie“ genannt, können neben dem Würfeln als Zufallselement angenehme und unangenehme Überraschungen bieten. Wenn man auf ein solches Kartenfeld gelangt, ist die entsprechende Karte zu ziehen. Von Zahlung eines geringen Geldbetrages (z. B. auf Grund „zu schnellen Fahrens“) über Geldgeschenke bis zur Renovierungspflicht für alle Häuser (die schnell zum Ruin des reichsten Spielers führen kann) ist ein breites Spektrum an Ereignissen vorhanden.
Obwohl das Spiel zu einem nicht geringen Anteil auf Glück beruht und die Spielfiguren fast ausschließlich über die Würfel bewegt werden, bringen die notwendigen Entscheidungen bei Käufen, Auktionen und Bebauungen auch strategische Elemente ins Spiel ein. Auch  Verhandlungsgeschick ist beim Tausch von Grundstücken unter den Spielern gefragt. 

## Das Spielfeld
| Frei Parken                  | Frei Parken                  | Theater- straße (220 M) | Ereignis- feld       | Museum- straße (220 M) | Opernplatz (240 M)       | Nord- bahnhof (200 M) | Lessing- straße (260 M)  | Schiller- straße (260 M) | Wasserwerk (150 M)  | Goethe- straße (280 M) | Gehen Sie in das Gefängnis | Gehen Sie in das Gefängnis |
| Frei Parken                  | Frei Parken                  |                         | Ereignis- feld       |                        |                          | Nord- bahnhof (200 M) |                          |                          | Wasserwerk (150 M)  |                        | Gehen Sie in das Gefängnis | Gehen Sie in das Gefängnis |
| Berliner Straße (200 M)      |                              | Monopoly                | Monopoly             | Monopoly               | Monopoly                 | Monopoly              | Monopoly                 | Monopoly                 | Monopoly            | Monopoly               |                            | Rathausplatz (300 M)       |
| Wiener Straße (180 M)        |                              | Monopoly                | Monopoly             | Monopoly               | Monopoly                 | Monopoly              | Monopoly                 | Monopoly                 | Monopoly            | Monopoly               |                            | Hauptstraße (300 M)        |
| Gemeinschafts- feld          | Gemeinschafts- feld          | Monopoly                | Monopoly             | Monopoly               | Monopoly                 | Monopoly              | Monopoly                 | Monopoly                 | Monopoly            | Monopoly               | Gemeinschafts- feld        | Gemeinschafts- feld        |
| Münchner Straße (180 M)      |                              | Monopoly                | Monopoly             | Monopoly               | Monopoly                 | Monopoly              | Monopoly                 | Monopoly                 | Monopoly            | Monopoly               |                            | Bahnhofstraße (320 M)      |
| Westbahnhof (200 M)          | Westbahnhof (200 M)          | Monopoly                | Monopoly             | Monopoly               | Monopoly                 | Monopoly              | Monopoly                 | Monopoly                 | Monopoly            | Monopoly               | Hauptbahnhof (200 M)       | Hauptbahnhof (200 M)       |
| Neue Straße (160 M)          |                              | Monopoly                | Monopoly             | Monopoly               | Monopoly                 | Monopoly              | Monopoly                 | Monopoly                 | Monopoly            | Monopoly               | Ereignisfeld               | Ereignisfeld               |
| Hafenstraße (140 M)          |                              | Monopoly                | Monopoly             | Monopoly               | Monopoly                 | Monopoly              | Monopoly                 | Monopoly                 | Monopoly            | Monopoly               |                            | Parkstraße (350 M)         |
| Elektrizitätswerk (150 M)    | Elektrizitätswerk (150 M)    | Monopoly                | Monopoly             | Monopoly               | Monopoly                 | Monopoly              | Monopoly                 | Monopoly                 | Monopoly            | Monopoly               | Zusatzsteuer (100 M)       | Zusatzsteuer (100 M)       |
| Seestraße (140 M)            |                              | Monopoly                | Monopoly             | Monopoly               | Monopoly                 | Monopoly              | Monopoly                 | Monopoly                 | Monopoly            | Monopoly               |                            | Schlossallee (400 M)       |
| Im Gefängnis / Nur zu Besuch | Im Gefängnis / Nur zu Besuch |                         |                      | Ereignisfeld           |                          | Süd- bahnhof (200 M)  | Einkommen-steuer (200 M) |                          | Gemein- schaftsfeld |                        | ⇐ LOS                      | ⇐ LOS                      |
| Im Gefängnis / Nur zu Besuch | Im Gefängnis / Nur zu Besuch | Poststraße (120 M)      | Elisenstraße (100 M) | Ereignisfeld           | Chaussee- straße (100 M) | Süd- bahnhof (200 M)  | Einkommen-steuer (200 M) | Turmstraße (60 M)        | Gemein- schaftsfeld | Badstraße (60 M)       | ⇐ LOS                      | ⇐ LOS                      |

| Frei Parken                     | Frei Parken                  | 10. Oktober- Straße (220 M) | Ereignis- feld      | Neuer Platz (220 M) | Kramergasse (240 M) | Zentral- bahnhof (200 M) | Hellbrunner Straße (260 M) | Domplatz (260 M)     | Wasserwerk (150 M)  | Getreide- gasse (280 M)  | Gehen Sie in das Gefängnis    | Gehen Sie in das Gefängnis    |
| Frei Parken                     | Frei Parken                  |                             | Ereignis- feld      |                     |                     | Zentral- bahnhof (200 M) |                            |                      | Wasserwerk (150 M)  |                          | Gehen Sie in das Gefängnis    | Gehen Sie in das Gefängnis    |
| Andreas-Hofer-Straße (200 M)    |                              | Monopoly                    | Monopoly            | Monopoly            | Monopoly            | Monopoly                 | Monopoly                   | Monopoly             | Monopoly            | Monopoly                 |                               | Mariahilfer Straße (300 M)    |
| Herzog-Friedrich-Straße (180 M) |                              | Monopoly                    | Monopoly            | Monopoly            | Monopoly            | Monopoly                 | Monopoly                   | Monopoly             | Monopoly            | Monopoly                 |                               | Kärntner Straße (300 M)       |
| Gemeinschafts- feld             | Gemeinschafts- feld          | Monopoly                    | Monopoly            | Monopoly            | Monopoly            | Monopoly                 | Monopoly                   | Monopoly             | Monopoly            | Monopoly                 | Gemeinschafts- feld           | Gemeinschafts- feld           |
| Maria-Theresien-Straße (180 M)  |                              | Monopoly                    | Monopoly            | Monopoly            | Monopoly            | Monopoly                 | Monopoly                   | Monopoly             | Monopoly            | Monopoly                 |                               | Graben (320 M)                |
| Westbahnhof (200 M)             | Westbahnhof (200 M)          | Monopoly                    | Monopoly            | Monopoly            | Monopoly            | Monopoly                 | Monopoly                   | Monopoly             | Monopoly            | Monopoly                 | Franz-Josephs-Bahnhof (200 M) | Franz-Josephs-Bahnhof (200 M) |
| Landstraße (160 M)              |                              | Monopoly                    | Monopoly            | Monopoly            | Monopoly            | Monopoly                 | Monopoly                   | Monopoly             | Monopoly            | Monopoly                 | Ereignisfeld                  | Ereignisfeld                  |
| Taubenmarkt (140 M)             |                              | Monopoly                    | Monopoly            | Monopoly            | Monopoly            | Monopoly                 | Monopoly                   | Monopoly             | Monopoly            | Monopoly                 |                               | Kornmarkt-Platz (350 M)       |
| Elektrizitätswerk (150 M)       | Elektrizitätswerk (150 M)    | Monopoly                    | Monopoly            | Monopoly            | Monopoly            | Monopoly                 | Monopoly                   | Monopoly             | Monopoly            | Monopoly                 | Zusatzsteuer (100 M)          | Zusatzsteuer (100 M)          |
| Untere Donaulände (140 M)       |                              | Monopoly                    | Monopoly            | Monopoly            | Monopoly            | Monopoly                 | Monopoly                   | Monopoly             | Monopoly            | Monopoly                 |                               | Kaiserstraße (400 M)          |
| Im Gefängnis / Nur zu Besuch    | Im Gefängnis / Nur zu Besuch |                             |                     | Ereignisfeld        |                     | Bahnhof Wien (200 M)     | Einkommen- steuer (200 M)  |                      | Gemein- schaftsfeld |                          | ⇐ LOS                         | ⇐ LOS                         |
| Im Gefängnis / Nur zu Besuch    | Im Gefängnis / Nur zu Besuch | Annenstraße (120 M)         | Herrengasse (100 M) | Ereignisfeld        | Grieskai (100 M)    | Bahnhof Wien (200 M)     | Einkommen- steuer (200 M)  | Kremser Gasse (60 M) | Gemein- schaftsfeld | Esterhazy- Straße (60 M) | ⇐ LOS                         | ⇐ LOS                         |

| Freier Parkplatz Parc gratuit                                | Freier Parkplatz Parc gratuit                           | Winterthur, Bahnhofplatz Winterthour, Bahnhofplatz (220 M) | Chance                                              | St. Gallen, Marktplatz St-Gall, Marktplatz (220 M) | Bern, Bundesplatz Berne, Place fédérale (240 M) | Überland- bahnen Tramways interurbains (200 M)                  | Luzern, Weggisgasse Lucerne, Weggisgasse (260 M) | Zürich, Rennweg Zurich, Rennweg (260 M)                   | Wasserwerke Usines Hydrauliques (150 M) | Lausanne, Rue de Bourg (280 M)          | Gehe ins Gefängnis! Va en prison!                                 | Gehe ins Gefängnis! Va en prison!                                 |
| Freier Parkplatz Parc gratuit                                | Freier Parkplatz Parc gratuit                           |                                                            | Chance                                              |                                                    |                                                 | Überland- bahnen Tramways interurbains (200 M)                  |                                                  |                                                           | Wasserwerke Usines Hydrauliques (150 M) |                                         | Gehe ins Gefängnis! Va en prison!                                 | Gehe ins Gefängnis! Va en prison!                                 |
| La Chaux-de-Fonds, Avenue L. Robert (200 M)                  |                                                         | Monopoly                                                   | Monopoly                                            | Monopoly                                           | Monopoly                                        | Monopoly                                                        | Monopoly                                         | Monopoly                                                  | Monopoly                                | Monopoly                                |                                                                   | Basel, Freie Strasse Bâle, Freie Strasse (300 M)                  |
| Freiburg, Bahnhofstrasse Fribourg, Avenue de la gare (180 M) |                                                         | Monopoly                                                   | Monopoly                                            | Monopoly                                           | Monopoly                                        | Monopoly                                                        | Monopoly                                         | Monopoly                                                  | Monopoly                                | Monopoly                                |                                                                   | Genf, Rue de la Croix-d’or Genève, Rue de la Croix-d’or (300 M)   |
| Kanzlei Chancellerie                                         | Kanzlei Chancellerie                                    | Monopoly                                                   | Monopoly                                            | Monopoly                                           | Monopoly                                        | Monopoly                                                        | Monopoly                                         | Monopoly                                                  | Monopoly                                | Monopoly                                | Kanzlei Chancellerie                                              | Kanzlei Chancellerie                                              |
| Biel, Nidaugasse Bienne, Rue de Nidau (180 M)                |                                                         | Monopoly                                                   | Monopoly                                            | Monopoly                                           | Monopoly                                        | Monopoly                                                        | Monopoly                                         | Monopoly                                                  | Monopoly                                | Monopoly                                |                                                                   | Bern, Spitalgasse Berne, Spitalgasse (320 M)                      |
| Vereinigte Bergbahnen AG Funiculaires réunis SA (200 M)      | Vereinigte Bergbahnen AG Funiculaires réunis SA (200 M) | Monopoly                                                   | Monopoly                                            | Monopoly                                           | Monopoly                                        | Monopoly                                                        | Monopoly                                         | Monopoly                                                  | Monopoly                                | Monopoly                                | Vereinigte Schwebebahnen AG Association des téléphériques (200 M) | Vereinigte Schwebebahnen AG Association des téléphériques (200 M) |
| Lugano, Via Nassa (160 M)                                    |                                                         | Monopoly                                                   | Monopoly                                            | Monopoly                                           | Monopoly                                        | Monopoly                                                        | Monopoly                                         | Monopoly                                                  | Monopoly                                | Monopoly                                | Chance                                                            | Chance                                                            |
| Solothurn, Hauptgasse Soleure, Hauptgasse (140 M)            |                                                         | Monopoly                                                   | Monopoly                                            | Monopoly                                           | Monopoly                                        | Monopoly                                                        | Monopoly                                         | Monopoly                                                  | Monopoly                                | Monopoly                                |                                                                   | Lausanne, Place St. François (350 M)                              |
| Elektrizitätswerke Usines électriques (150 M)                | Elektrizitätswerke Usines électriques (150 M)           | Monopoly                                                   | Monopoly                                            | Monopoly                                           | Monopoly                                        | Monopoly                                                        | Monopoly                                         | Monopoly                                                  | Monopoly                                | Monopoly                                | Nachsteuer Impôt supplémentaire (100 M)                           | Nachsteuer Impôt supplémentaire (100 M)                           |
| Basel, Steinen-Vorstadt Bâle, Steinen-Vorstadt (140 M)       |                                                         | Monopoly                                                   | Monopoly                                            | Monopoly                                           | Monopoly                                        | Monopoly                                                        | Monopoly                                         | Monopoly                                                  | Monopoly                                | Monopoly                                |                                                                   | Zürich, Paradeplatz Zurich, Paradeplatz (400 M)                   |
| Im Gefängnis / Nur zu Besuch En prison / Simple visite       | Im Gefängnis / Nur zu Besuch En prison / Simple visite  |                                                            |                                                     | Chance                                             |                                                 | Vereinigte Privatbahnen Union des chemins de fer privés (200 M) | Einkommens- steuer Impôt sur le revenu (200 M)   |                                                           | Kanzlei Chancellerie                    |                                         | ⇐ Start                                                           | ⇐ Start                                                           |
| Im Gefängnis / Nur zu Besuch En prison / Simple visite       | Im Gefängnis / Nur zu Besuch En prison / Simple visite  | Thun, Hauptgasse Thoune, Hauptgasse (120 M)                | Neuenburg, Place Pury Neuchâtel, Place Pury (100 M) | Chance                                             | Aarau, Rathausplatz (100 M)                     | Vereinigte Privatbahnen Union des chemins de fer privés (200 M) | Einkommens- steuer Impôt sur le revenu (200 M)   | Schaffhausen, Vordergasse Schaffhouse, Vordergasse (60 M) | Kanzlei Chancellerie                    | Chur, Kornplatz Coire, Kornplatz (60 M) | ⇐ Start                                                           | ⇐ Start                                                           |

| Free Parking                  | Free Parking                  | Kentucky Avenue (220 $)    | Chance                 | Indiana Avenue (220 $) | Illinois Avenue (240 $) | B.&O. Railroad (200 $)   | Atlantic Avenue (260 $) | Ventnor Avenue (260 $) | Water Works (150 $) | Marvin Gardens (280 $)        | Go to Jail         | Go to Jail                    |
| Free Parking                  | Free Parking                  |                            | Chance                 |                        |                         | B.&O. Railroad (200 $)   |                         |                        | Water Works (150 $) |                               | Go to Jail         | Go to Jail                    |
| New York Avenue (200 $)       |                               | Monopoly                   | Monopoly               | Monopoly               | Monopoly                | Monopoly                 | Monopoly                | Monopoly               | Monopoly            | Monopoly                      |                    | Pacific Avenue (300 $)        |
| Tennessee Avenue (180 $)      |                               | Monopoly                   | Monopoly               | Monopoly               | Monopoly                | Monopoly                 | Monopoly                | Monopoly               | Monopoly            | Monopoly                      |                    | North Carolina Avenue (300 $) |
| Community Chest               | Community Chest               | Monopoly                   | Monopoly               | Monopoly               | Monopoly                | Monopoly                 | Monopoly                | Monopoly               | Monopoly            | Monopoly                      | Community Chest    | Community Chest               |
| St. James Place (180 $)       |                               | Monopoly                   | Monopoly               | Monopoly               | Monopoly                | Monopoly                 | Monopoly                | Monopoly               | Monopoly            | Monopoly                      |                    | Pennsylvania Avenue (320 $)   |
| Pennsylvania Railroad (200 $) | Pennsylvania Railroad (200 $) | Monopoly                   | Monopoly               | Monopoly               | Monopoly                | Monopoly                 | Monopoly                | Monopoly               | Monopoly            | Monopoly                      | Short Line (200 $) | Short Line (200 $)            |
| Virginia Avenue (160 $)       |                               | Monopoly                   | Monopoly               | Monopoly               | Monopoly                | Monopoly                 | Monopoly                | Monopoly               | Monopoly            | Monopoly                      | Chance             | Chance                        |
| States Avenue (140 $)         |                               | Monopoly                   | Monopoly               | Monopoly               | Monopoly                | Monopoly                 | Monopoly                | Monopoly               | Monopoly            | Monopoly                      |                    | Park Place (350 $)            |
| Electric Company (150 $)      | Electric Company (150 $)      | Monopoly                   | Monopoly               | Monopoly               | Monopoly                | Monopoly                 | Monopoly                | Monopoly               | Monopoly            | Monopoly                      | Luxury Tax (100 $) | Luxury Tax (100 $)            |
| St. Charles Place (140 $)     |                               | Monopoly                   | Monopoly               | Monopoly               | Monopoly                | Monopoly                 | Monopoly                | Monopoly               | Monopoly            | Monopoly                      |                    | Boardwalk (400 $)             |
| In Jail / Just Visiting       | In Jail / Just Visiting       |                            |                        | Chance                 |                         | Reading Railroad (200 $) | Income Tax (200 $)      |                        | Community Chest     |                               | ⇐ Go               | ⇐ Go                          |
| In Jail / Just Visiting       | In Jail / Just Visiting       | Connecticut Avenue (120 $) | Vermont Avenue (100 $) | Chance                 | Oriental Avenue (100 $) | Reading Railroad (200 $) | Income Tax (200 $)      | Baltic Avenue (60 $)   | Community Chest     | Mediter- ranean Avenue (60 $) | ⇐ Go               | ⇐ Go                          |

Freie Grundstücke (Straßen, Plätze), Bahnhöfe (Deutschland, Österreich) bzw. Bahngesellschaften (Schweiz) und Versorgungswerke können von dem Spieler, der zuerst auf dem entsprechenden Feld landet, zum auf dem entsprechenden Feld angegebenen Preis gekauft oder zu einer Auktion freigegeben werden, wo der Höchstbietende Grundstück, Bahnhof/Bahngesellschaft oder Versorgungswerk zum gebotenen Preis erhält. Der Inhaber eines Feldes erhält eine Besitzrechtkarte. An ihn müssen die anderen Mitspieler Geld zahlen, wenn sie auf seinem Feld landen.

### Grundstücke
Im Monopoly existieren 22 Grundstückfelder. Diese sind in der deutschen Grundversion durch Namen von fiktiven Straßen und Plätzen belegt (Opernplatz, Rathausplatz), in der österreichischen und der Schweizer Grundversion werden diese nach realen Straßen und Plätzen benannt, beispielsweise „Bern, Bundesplatz“. In älteren Schweizer Versionen wurden die Grundstückfelder als „Terrains“ bezeichnet.
Je zwei oder drei solcher Felder haben dieselbe Farbe; diese Farbgruppen repräsentieren Orte mit ähnlichem Mietpreisniveau. Die Reihenfolge der Felder auf dem Spielplan zeigt einen stetig steigenden Mietwert an. So besitzt in der deutschen Grundversion die „Badstraße“ den geringsten Wert und die „Schlossallee“ den höchsten, in der Schweizer Version reicht das Spektrum von „Chur, Kornplatz“ bis zu „Zürich, Paradeplatz“.
Wenn ein Spieler ein Besitztum eines Mitspielers erreicht, hat er diesem Miete zu entrichten. Die ist umso höher, je höher der Kaufpreis des Grundstücks ist. Besitzt ein Spieler alle Felder einer Farbe, wird die Miete für unbebaute Grundstücke verdoppelt, außerdem darf er dann darauf Häuser bauen. Deren Kaufpreis steigt mit dem Kaufpreis des Feldes. Durch das Bauen von Häusern erhöht sich die Miete wesentlich. Besitzt man ein Feld mit vier Häusern und zahlt ein weiteres Mal den Kaufpreis eines Hauses, werden die vier Häuser durch ein Hotel ersetzt. Mehr als die im Monopoly-Spiel enthaltenen Gebäude (32 Häuser, 12 Hotels) können nicht gebaut werden; so ist es etwa möglich, durch den Verzicht auf den Bau von Hotels alle Häuser zu beanspruchen und damit Gegner am Bauen zu hindern.

### Bahnhöfe / Bahngesellschaften
Die vier Felder in der Mitte der Spielfeldkanten haben in der deutschen und der österreichischen Grundversion die Namen von Bahnhöfen, in der Schweizer Grundversion sind es Bahngesellschaften. Die vier Bahnhöfe/-gesellschaften besitzen alle den gleichen Kaufpreis. Der an den Besitzer zu zahlende Betrag richtet sich danach, wie viele Bahnhöfe/-gesellschaften der Besitzer insgesamt besitzt. Als Besitzer aller vier solcher Felder kann man besonders viel Geld verdienen, ohne vorher zu investieren.
In neueren Varianten des Spielbretts, speziell bei Städteversionen, sind die Bahnhöfe auch durch Flughäfen, Anlegestellen oder Ähnliches ersetzt.

### Versorgungswerke
Bei den Versorgungswerken handelt es sich um das Elektrizitäts- und Wasserwerk (D/A) bzw. diese in Plural, also Elektrizitäts- und Wasserwerke (CH), denen jeweils ein Feld zugeordnet ist. Der zu zahlende Geldbetrag entspricht einem Vielfachen der Augenzahl, mit der ein Spieler auf einem solchen Feld landet. Mit welchem Faktor die Augenzahl multipliziert wird, hängt davon ab, ob der Besitzer des Feldes auch das andere Versorgungswerk besitzt.
In der Euro- bzw. Monopoly-Dollar-Variante gilt (Formulierung der D-Ausgabe):
Besitzt der Eigentümer nur das Wasser- oder das Elektrizitätswerk, so ist die Miete 4-mal so hoch wie die Summe der Augen auf beiden Würfeln.
Besitzt der Eigentümer das Wasser- und das Elektrizitätswerk, so ist die Miete 10-mal so hoch wie die Summe der Augen auf beiden Würfeln. In der DM-/CHF-Variante hingegen betrug die Miete 80-mal bzw. 200-mal der gewürfelten Zahl (in der CHF-Variante ab Ausgabe 1982, davor 40-mal bzw. 100-mal).

### Nicht käufliche Felder

#### Steuern
Ein Feld ist mit „Einkommensteuer“ (D/A) bzw. „Einkommens-Steuer / Impôt sur le revenu“ (CH), ein weiteres mit „Zusatzsteuer“ (D/A) / „Nachsteuer / Impôt supplémentaire“ (CH) beschriftet. Beim Landen auf einem dieser Felder muss der auf dem Feld angegebene Geldbetrag an die Bank gezahlt werden.

#### Kartenfelder
In der deutschen und der österreichischen Version gibt es Ereignis- und Gemeinschaftsfelder, in der Schweizer Version Chance- sowie Kanzlei/Chancellerie-Felder. Beim Landen auf einem solchen muss die obere Karte vom Stapel der 16 Karten des entsprechenden Stapels gezogen werden. Es gibt je 3 Felder beider Kartengruppen.

#### Los / Start
Auf das mit „Los“ (D/A) bzw. „Start“ (CH) beschriftete Feld werden zu Spielbeginn alle Spielfiguren gestellt. Im Spielverlauf erhalten die Spieler beim Passieren dieses Feldes einen konstanten Geldbetrag. Landet man direkt auf dem Feld, erhält man denselben Betrag.

#### Frei Parken / Freier Parkplatz
Beim Landen auf dem mit „Frei Parken“ (D) bzw. „Freier Parkplatz / Parc pour autos“ (CH) beschriftetem Feld passiert nichts.

#### (Gehe ins) Gefängnis
In einer Ecke des Spielfeldes befindet sich das Gefängnis. Landet man durch Würfeln auf diesem Feld, passiert nichts; der Spieler ist, wie auf dem Spielbrett steht, „nur zu Besuch“ (D, CH ab 1993) bzw. „bloss besuchsweise“ (CH bis 1990). Es gibt aber auch die Möglichkeit, als Inhaftierter in das Gefängnis zu kommen. In das Gefängnis muss
- wer auf dem Feld „Gehe ins Gefängnis“ landet.
- wer eine Karte zieht, die dazu auffordert.
- wer in einer Runde dreimal hintereinander einen Pasch würfelt.

In allen Fällen wird die Spielfigur ebenfalls auf das Feld gestellt. Das Geld, das man beim Überqueren des „Los“/„Start“-Feldes erhalten würde, wird nicht ausgezahlt.
Gefängnisinsassen haben folgende Möglichkeiten, wenn sie am Zug sind:
- Nach Zahlen eines Geldbetrages (Kaution) darf man regulär würfeln und vorrücken.
- Würfelt man ohne Zahlen des Geldbetrages einen Pasch, darf gleich um die gewürfelte Augenzahl vorgerückt werden. Andernfalls ist der Zug des Spielers beendet. Würfelt man im dritten Zug hintereinander keinen Pasch, muss die Kaution bezahlt und die Spielfigur um die gewürfelte Augenzahl vorgerückt werden.
- Je eine Karte beider Kartengruppen (Gemeinschaft/Ereignis bzw. Chance/Kanzlei) berechtigt dazu, das Gefängnis ohne Zahlen der Kaution zu verlassen. Beim Ziehen dieser Karte wird die Karte nicht zurückgelegt, sondern bleibt beim Spieler, bis dieser sie in Anspruch nimmt oder verkauft.

### Übersicht über Mieten, Kaufpreise und Hypothekenwerte
| Grundstücke                                                                    | Grundstücke                                                              | Grundstücke | Grundstücke | Grundstücke | Grundstücke | Grundstücke | Grundstücke | Grundstücke | Grundstücke            | Grundstücke    | Grundstücke           |
|                                                                                | Grundstück                                                               | Kaufpreis   | Miete       | Miete       | Miete       | Miete       | Miete       | Miete       | Kaufpreis eines Hauses | Hypothekenwert | Auflösen der Hypothek |
| unbebaut                                                                       | Grundstück                                                               | Kaufpreis   | 1 Haus      | 2 Häuser    | 3 Häuser    | 4 Häuser    | Hotel       |             | Kaufpreis eines Hauses | Hypothekenwert | Auflösen der Hypothek |
| ------------------------------------------------------------------------------ | ------------------------------------------------------------------------ | ----------- | ----------- | ----------- | ----------- | ----------- | ----------- | ----------- | ---------------------- | -------------- | --------------------- |
|                                                                                | Badstraße Esterhazy Straße Chur Kornplatz Mediterranean Avenue           | 60 M        | 2 M         | 10 M        | 30 M        | 90 M        | 160 M       | 250 M       | 50 M                   | 30 M           | 33 M                  |
| Turmstraße Kremsergasse Schaffhausen Vordergasse Baltic Avenue                 | 60 M                                                                     | 4 M         | 20 M        | 60 M        | 180 M       | 320 M       | 450 M       | 50 M        | 30 M                   | 33 M           |                       |
|                                                                                | Chausseestraße Grieskai Aarau Rathausplatz Oriental Avenue               | 100 M       | 6 M         | 30 M        | 90 M        | 270 M       | 400 M       | 550 M       | 50 M                   | 50 M           | 55 M                  |
| Elisenstraße Herrengasse Neuenburg Place Pury Vermont Avenue                   | 100 M                                                                    | 6 M         | 30 M        | 90 M        | 270 M       | 400 M       | 550 M       | 50 M        | 50 M                   | 55 M           |                       |
| Poststraße Annenstraße Thun Hauptgasse Connecticut Avenue                      | 120 M                                                                    | 8 M         | 40 M        | 100 M       | 300 M       | 450 M       | 600 M       | 50 M        | 60 M                   | 66 M           |                       |
|                                                                                | Seestraße Untere Donaulände Basel Steinen-Vorstadt St. Charles Place     | 140 M       | 10 M        | 50 M        | 150 M       | 450 M       | 625 M       | 750 M       | 100 M                  | 70 M           | 77 M                  |
| Hafenstraße Taubenmarkt Solothurn Hauptgasse States Avenue                     | 140 M                                                                    | 10 M        | 50 M        | 150 M       | 450 M       | 625 M       | 750 M       | 100 M       | 70 M                   | 77 M           |                       |
| Neue Straße Landstraße Lugano Via Nassa Virginia Avenue                        | 160 M                                                                    | 12 M        | 60 M        | 180 M       | 500 M       | 700 M       | 900 M       | 100 M       | 80 M                   | 88 M           |                       |
|                                                                                | Münchener Straße Maria-Theresien-Straße Biel Nidaugasse St. James Place  | 180 M       | 14 M        | 70 M        | 200 M       | 550 M       | 750 M       | 950 M       | 100 M                  | 90 M           | 99 M                  |
| Wiener Straße Herzog-Friedrich-Straße Freiburg Bahnhofstrasse Tennessee Avenue | 180 M                                                                    | 14 M        | 70 M        | 200 M       | 550 M       | 750 M       | 950 M       | 100 M       | 90 M                   | 99 M           |                       |
| Berliner Straße Andreas-Hofer-Straße La Chaux-de-Fonds New York Avenue         | 200 M                                                                    | 16 M        | 80 M        | 220 M       | 600 M       | 800 M       | 1000 M      | 100 M       | 100 M                  | 110 M          |                       |
|                                                                                | Theaterstraße 10. Oktober-Straße Winterthur Bahnhofplatz Kentucky Avenue | 220 M       | 18 M        | 90 M        | 250 M       | 700 M       | 875 M       | 1050 M      | 150 M                  | 110 M          | 121 M                 |
| Museumstraße Neuer Platz St. Gallen Marktplatz Indiana Avenue                  | 220 M                                                                    | 18 M        | 90 M        | 250 M       | 700 M       | 875 M       | 1050 M      | 150 M       | 110 M                  | 121 M          |                       |
| Opernplatz Kramergasse Bern Bundesplatz Illinois Avenue                        | 240 M                                                                    | 20 M        | 100 M       | 300 M       | 750 M       | 925 M       | 1100 M      | 150 M       | 120 M                  | 132 M          |                       |
|                                                                                | Lessingstraße Hellbrunner Straße Luzern Weggisgasse Atlantic Avenue      | 260 M       | 22 M        | 110 M       | 330 M       | 800 M       | 975 M       | 1150 M      | 150 M                  | 130 M          | 143 M                 |
| Schillerstraße Domplatz Zürich Rennweg Ventnor Avenue                          | 260 M                                                                    | 22 M        | 110 M       | 330 M       | 800 M       | 975 M       | 1150 M      | 150 M       | 130 M                  | 143 M          |                       |
| Goethestraße Getreidegasse Lausanne Rue de Bourg Marvin Gardens                | 280 M                                                                    | 24 M        | 120 M       | 360 M       | 850 M       | 1025 M      | 1200 M      | 150 M       | 140 M                  | 154 M          |                       |
|                                                                                | Rathausplatz Mariahilfer Straße Basel Freie Straße Pacific Avenue        | 300 M       | 26 M        | 130 M       | 390 M       | 900 M       | 1100 M      | 1275 M      | 200 M                  | 150 M          | 165 M                 |
| Hauptstraße Kärntner Straße Genf Rue de la Croix d’or North Carolina Avenue    | 300 M                                                                    | 26 M        | 130 M       | 390 M       | 900 M       | 1100 M      | 1275 M      | 200 M       | 150 M                  | 165 M          |                       |
| Bahnhofstraße Graben Bern Spitalgasse Pennsylvania Avenue                      | 320 M                                                                    | 28 M        | 150 M       | 450 M       | 1000 M      | 1200 M      | 1400 M      | 200 M       | 160 M                  | 176 M          |                       |
|                                                                                | Parkstraße Kornmarkt-Platz Lausanne Place St. François Park Place        | 350 M       | 35 M        | 175 M       | 500 M       | 1100 M      | 1300 M      | 1500 M      | 200 M                  | 175 M          | 193 M                 |
| Schlossallee Kaiserstraße Zürich Paradeplatz Boardwalk                         | 400 M                                                                    | 50 M        | 200 M       | 600 M       | 1400 M      | 1700 M      | 2000 M      | 200 M       | 200 M                  | 220 M          |                       |
| 1.                                                                             |                                                                          |             |             |             |             |             |             |             |                        |                |                       |

| Bahnhöfe/Bahngesellschaften                               | Bahnhöfe/Bahngesellschaften                             | Bahnhöfe/Bahngesellschaften                                    | Bahnhöfe/Bahngesellschaften                                    | Bahnhöfe/Bahngesellschaften                                    | Bahnhöfe/Bahngesellschaften                                    | Bahnhöfe/Bahngesellschaften          | Bahnhöfe/Bahngesellschaften                               |                                                           |
| Kaufpreis                                                 | Kaufpreis                                               | Miete: Spieler, dem Miete zu zahlen ist, gehört bzw. gehören … | Miete: Spieler, dem Miete zu zahlen ist, gehört bzw. gehören … | Miete: Spieler, dem Miete zu zahlen ist, gehört bzw. gehören … | Miete: Spieler, dem Miete zu zahlen ist, gehört bzw. gehören … | Hypothekenwert                       | Auflösen der Hypothek                                     |                                                           |
| Kaufpreis                                                 | Kaufpreis                                               | 1 Bahnhof/ Bahngesellschaft                                    | 2 Bahnhöfe/ Bahngesellschaften                                 | 3 Bahnhöfe/ Bahngesellschaften                                 | 4 Bahnhöfe/ Bahngesellschaften                                 | Hypothekenwert                       | Auflösen der Hypothek                                     |                                                           |
| --------------------------------------------------------- | ------------------------------------------------------- | -------------------------------------------------------------- | -------------------------------------------------------------- | -------------------------------------------------------------- | -------------------------------------------------------------- | ------------------------------------ | --------------------------------------------------------- | --------------------------------------------------------- |
| 200 M                                                     | 200 M                                                   | 25 M                                                           | 50 M                                                           | 100 M                                                          | 200 M                                                          | 100 M                                | 110 M                                                     |                                                           |
| Namen der Bahnhöfe (D/A) bzw. Bahngesellschaften (CH/US): |                                                         |                                                                |                                                                |                                                                |                                                                |                                      |                                                           |                                                           |
| Deutschland                                               | Südbahnhof                                              | Südbahnhof                                                     | Westbahnhof                                                    | Westbahnhof                                                    | Nordbahnhof                                                    | Nordbahnhof                          | Hauptbahnhof                                              | Hauptbahnhof                                              |
| Osterreich                                                | Bahnhof Wien                                            | Bahnhof Wien                                                   | Westbahnhof                                                    | Westbahnhof                                                    | Zentralbahnhof                                                 | Zentralbahnhof                       | Franz-Joseph-Bahnhof                                      | Franz-Joseph-Bahnhof                                      |
| Schweiz                                                   | Vereinigte Privatbahnen Union des chemins de fer privés | Vereinigte Privatbahnen Union des chemins de fer privés        | Vereinigte Bergbahnen AG Funiculaires réunis SA                | Vereinigte Bergbahnen AG Funiculaires réunis SA                | Überlandbahnen Tramways interurbains                           | Überlandbahnen Tramways interurbains | Vereinigte Schwebebahnen AG Association des téléphériques | Vereinigte Schwebebahnen AG Association des téléphériques |
| Vereinigte Staaten                                        | Reading Railroad                                        | Reading Railroad                                               | Pennsylvania Railroad                                          | Pennsylvania Railroad                                          | B.&O. Railroad                                                 | B.&O. Railroad                       | Short Line                                                | Short Line                                                |

| Versorgungswerke                        | Versorgungswerke                                               | Versorgungswerke                                               | Versorgungswerke               | Versorgungswerke               |
| Kaufpreis                               | Miete: Spieler, dem Miete zu zahlen ist, gehört bzw. gehören … | Miete: Spieler, dem Miete zu zahlen ist, gehört bzw. gehören … | Hypothekenwert                 | Auflösen der Hypothek          |
| Kaufpreis                               | ein Versorgungswerk                                            | beide Versorgungswerke                                         | Hypothekenwert                 | Auflösen der Hypothek          |
| --------------------------------------- | -------------------------------------------------------------- | -------------------------------------------------------------- | ------------------------------ | ------------------------------ |
| 150 M                                   | das Vierfache der Augenzahl                                    | das Zehnfache der Augenzahl                                    | 75 M                           | 83 M                           |
| Namen der Versorgungswerke (D&A/CH/US): |                                                                |                                                                |                                |                                |
| Deutschland Osterreich                  | Elektrizitätswerk                                              | Elektrizitätswerk                                              | Wasserwerk                     | Wasserwerk                     |
| Schweiz                                 | Elektrizitätswerke Usines électriques                          | Elektrizitätswerke Usines électriques                          | Wasserwerk Usines Hydrauliques | Wasserwerk Usines Hydrauliques |
| Vereinigte Staaten                      | Electric Company                                               | Electric Company                                               | Water Works                    | Water Works                    |

Heute wird für die deutsche und österreichische Version nicht mehr die Geldeinheit „€“ verwendet, sondern der „Monopoly-Dollar“, ein M mit 2 horizontalen Querstrichen. In den USA wird dagegen das „$“-Zeichen verwendet.
In älteren deutschen (DM) und Schweizer Ausgaben (Fr.) betrugen die Beträge das zwanzigfache.

## Nichtoffizielle Varianten der Spielregeln
Es gibt etliche Abwandlungen der offiziellen Spielregeln; folgende Varianten sind dabei besonders verbreitet:
Kredit und Stundung
- Verleihen oder Stundung von Geldbeträgen unter den Spielern bzw. bei der Bank evtl. unter Anwendung eines ausgehandelten Zinssatzes. Der Spielablauf kann sich dadurch insgesamt verlängern.

Hypothek
- Hypothekarisches „Umdrehen“ nicht bebauter Grundstücke und spätere Rückzahlung des von der Bank dafür erhaltenen Kredits ohne Berechnung der spielregelgemäßen Zinsen.
- Hypothekarisches „Umdrehen“ auch von bebauten Grundstücken. Diese Regel vergünstigt die Bargeldbeschaffung und macht den Spielverlauf einfacher.

Grundstückskauf von der Bank, Versteigerung
- Verzicht auf die Versteigerung von Grundstücken und anderen Besitzrechten, wenn sie nicht von dem Spieler, der sie als erster erreicht, gekauft werden. Sie können dann vom nächsten das Feld erreichenden Spieler erworben werden.
- Kauft ein Spieler Grundstücke einer Farbe, sind alle anderen Grundstücke dieser Farbe für ihn reserviert. Kommen andere Spieler auf noch nicht von ihm gekaufte Grundstücke, werden diese aber nicht versteigert. Diese Variante beschleunigt das Spiel, da der Handel zwischen den Spielern umgangen wird und es schneller zu Monopolen kommt. Für Bahnhöfe/Bahngesellschaften und Werke gilt diese Regel nicht.
- Kauft ein Spieler das zweite Grundstück einer Farbe, erwirbt er damit das Vorkaufsrecht auf das dritte Grundstück; in der günstigen Farbgruppe nach dem Los-/Startfeld geschieht dies bereits nach dem Kauf des ersten Grundstücks, die teuerste Farbgruppe vor dem Los-/Startfeld sowie Bahnhöfe und Versorgungswerke sind ausgenommen. Betritt ein anderer Spieler das letzte Grundstück dieser Farbe, darf der Inhaber des Vorkaufsrechts sie einfordern. Der Mitspieler sucht sich ein einzelnes Grundstück bzw. ein anderes verkäufliches Feld aus dem Bestand des Aufkäufers im Gegentausch aus. Der Differenzbetrag wird vergütet. Der Tausch kann auf die nächsten Runden verschoben werden, wenn der Aufkäufer kein einzelnes Grundstück besitzt oder einer der Spieler den Differenzbetrag nicht begleichen kann.
- Beim Kauf des drittletzten Grundstücks (wahlweise auch früher oder später) werden die übrig bleibenden in die Mitte gelegt. Sie können weiterhin beim Ziehen auf das Grundstück erworben werden. Sofern jemand auf Frei Parken/Freier Parkplatz zieht, nimmt er sich all das Geld (Regel Frei–Parken/Freier Parkplatz weiter unten) und kann sich eine dort hinterlegte Grundstückskarte kostenlos nehmen.

Grundstückskauf von anderen Spielern
- Kauf von Grundstückgruppen einschließlich der darauf errichteten Gebäude.
- Vereinbarung über Verzicht auf Mietforderungen aus dem (oft auch nur einmaligen oder jedenfalls auf eine bestimmte Anzahl begrenzten) Betreten bestimmter (bebauter) Grundstücke als Bestandteil eines Tauschgeschäfts (das oft auf eine vom Gegner nicht bezahlbare Mietforderung zurückgeht).

Grundstücksverteilung statt Kauf
- Zu Spielbeginn (alternativ nach etlichen Runden) werden die (ggf. verbliebenen) Grundstückkarten gemischt und an die Spieler verteilt (in der Regel so, dass jeder gleich viele bekommt, die noch verbleibenden werden „normal“ verkauft oder sofort versteigert). Anschließend kann gehandelt werden. Dies beschleunigt den Spielverlauf sehr, nimmt dem Spiel aber das Element des Grundstück-Einkaufens.

Hausbau
- Man erlaubt den Spielern, Häuser auf eigene Grundstücke zu bauen, ohne zuvor alle Grundstücke dieser Farbe besitzen zu müssen. Auch so kann der Handel zwischen den Spielern umgangen werden. Eine weitere Variante sieht in diesem Fall eine Beschränkung auf 2 Häuser vor.
- Man erlaubt den Spielern nur dann, Häuser auf eigene Grundstücke zu bauen, wenn sie auf eine der Grundstücke der Farbe gekommen sind.
- Beim Ziehen auf oder über Los/Start kann der Spieler auf seiner eigenen vollständigen Grundstückgruppe pro Grundstück genau ein weiteres Haus (nach vier Häusern ein Hotel) kaufen oder es sein lassen. Das sorgt für ein stetiges zielgerichtetes Wachstum, da so bspw. nach drei Runden auf dem einem Grundstück dieser Gruppe drei Häuser stehen können, auf den anderen zwei der gleichen Gruppe keine Häuser stehen.
- Wenn alle Grundstücke verkauft sind (alternativ wenn er ankündigt, keine weitere Grundstücke mehr zu kaufen) erhält jeder Spieler einen vorher festgelegten weiteren Geldbetrag von der Bank. Sinn der Alternative ist es, dass die Spieler – die sonst durch Grundstückkauf und Mietzahlungen oft nur noch wenig Geld haben – sofort zum Hausbau schreiten können und dadurch das Spiel verkürzt wird.

Miete
- Verkauf einer Mietversicherung gegen eine Gebühr zum Schutz gegen Mietzahlung auf eine oder mehrere Grundstücke auf Dauer oder begrenzt auf eine vereinbarte Laufzeit in Spielrunden oder Schadensfall. Meist in Kombination eines Grundstückverkaufs, bei dem der Verkäufer zusätzlich eine Mietversicherung vom Käufer erhält.

Das Los-/Start-Feld
- Nach den offiziellen Spielregeln bekommt jeder Spieler jedes Mal, wenn er über „Los“ (D/A) bzw. „Start“ (CH) kommt, von der Bank eine feste Summe als Gehalt ausgezahlt. Die Variante besteht hier darin, die doppelte Summe (bzw. vor der Einführung des Monopoly-Dollars in der Schweiz alternativ 10'000 Franken) an die Spieler zu zahlen, die nach ihrer gewürfelten Zahl oder durch eine Ereignis- oder Gemeinschaftskarte (D/A) bzw. Chance- oder Kanzleikarte (CH) direkt auf das „Los“/„Start“-Feld ziehen. Die Gesamtgeldmenge im Besitz der Spieler steigt dadurch mit den schon erwähnten Folgen.

Das Frei-Parken/Freier Parkplatz-Feld
- Alle eigentlich an die Bank zu leistenden Zahlungen aufgrund von entsprechenden Spielfeldern (Steuern) sowie Ereignis- und Gemeinschaftskarten (D/A) bzw. Chance- und Kanzleikarten (CH) werden in die Mitte des Spielfeldes gelegt. Diesen Banknotenstapel erhält dann jeweils der Spieler, dessen Spielfigur auf das Feld „Frei Parken“/„Freier Parkplatz“ gezogen wird. Diese Variante kann den Verlauf der ersten Spielphase beschleunigen, da den Spielern mehr Bargeld für den Kauf von Grundstücken, Bahnhöfe/-gesellschaften, Werke und Häusern zur Verfügung steht. Die Spieldauer wird insgesamt eher verlängert, vor allem, wenn nur (noch) zwei Spieler im Spiel sind. Auch die in den Spielregeln nicht vorgesehene Situation der Bank, die nach Auszahlung des standardmäßigen Vorrates über keine Geldreserven mehr verfügt, kann vorkommen. Trotzdem gehört diese Variante zu den am häufigsten angewandten überhaupt. Gelegentlich werden nur Strafen und Arztkosten etc. in die Mitte gelegt; die Steuern, Kosten für Häuser renovieren und Straßenbauarbeiten bekommt hingegen die Bank. Eine Variante dazu sieht vor, dass vor Spielbeginn schon ein Grundbetrag aus der Bank in die Mitte gelegt wird; die einzelnen Zahlungen der Spieler kommen dann hinzu. In manchen Fällen wird auch dieser Grundbetrag jedes Mal erneuert, wenn ein Spieler den Gesamtbetrag erhalten hat.
- Eine weitere, etwas weniger verbreitete Variante besteht darin, dass derjenige, der auf das „Frei Parken“/„Freier Parkplatz“-Feld gelangt, für eine Runde von allen Mietzahlungen befreit ist (also solange überall „frei parken“ darf, bis er das Feld erneut überschreitet). Diese Mietbefreiung ist aber jeweils nur dann wirksam, wenn er sie vor der Zahlung geltend macht; denkt er erst im Nachhinein daran, kann er das Geld nicht zurückfordern.

Das Gefängnis-Feld
- Ein Spieler, der im Gefängnis sitzt, darf keine Mieten kassieren.
- In einer anderen Variante wiederum darf der Spieler im Gefängnis bis zu drei Runden Miete kassieren, was dieses Feld vor allem im vorangeschrittenen Spiel sehr beliebt macht.

## Versionen und Varianten
Von dem Spiel Monopoly wurden und werden seit der Erstausgabe zahlreiche Versionen und Varianten herausgegeben. In der Regel handelt es sich dabei um Anpassungen an verschiedene Länder und Städte, bei moderneren Ausgaben auch an fiktive Welten und Umgebungen wie denen von Der Herr der Ringe, Star Wars, The Walking Dead oder der Nintendo-Welt um Super Mario (Monopoly Gamer).

### Deutschland

#### Erste Ausgabe 1936
Die erste deutsche Ausgabe, die nach dem Erfolg in den Vereinigten Staaten seit 1935 auf den Markt kam, wurde 1936 in der Lizenz von Schmidt Spiele vertrieben. Sie enthielt als teuersten Straßennamen „Insel Schwanenwerder“, einer Nobeladresse im Berliner Stadtteil Nikolassee. Nach der Darstellung des Unternehmens Hasbro ließ der nationalsozialistische Propagandaminister Joseph Goebbels das Spiel 1936 aus dem Verkehr ziehen, nachdem er sich über den hohen Preis der „Insel Schwanenwerder“ als teuerste Straße verärgert gezeigt haben soll, wo nach der Enteignung von Voreigentümern zahlreiche Nazi-Funktionäre, darunter er selbst, ansässig waren. Goebbels hatte dort 1936 und 1938 Grundstücke erworben, unter anderem von einem emigrierten jüdischen Bankier, der einen unter Marktwert liegenden Preis akzeptieren musste. Offiziell sei der „jüdisch-spekulative Charakter“ des Spiels als Grund für den Verkaufsstopp angegeben worden. Die Geschichte ist nicht mit historischen Quellen belegt. In den Goebbels-Tagebüchern taucht Monopoly nicht auf. Das Spiel wurde in mehreren deutschen Zeitungen und Zeitschriften besprochen. 1938 war das Spiel letztmalig im Katalog gelistet. Vermutlich war der Absatz des hochpreisigen Spiels zu gering.

#### Spätere Neuauflagen
In der westdeutschen Neuauflage von 1953 umging man derartige Probleme, indem man beliebige Straßennamen wie Schlossallee oder Goethestraße wählte. Die Spielgeldwährung wurde von RM auf DM umgestellt, die Höhe der Mieten und Geldbeträge aus den 1930er Jahren blieben bis zum Wechsel zum Euro im Jahr 2001 erhalten. Dann wurde 20:1 umgerechnet (z. B. das Grundkapital pro Spieler von 30.000 RM/DM auf 1500 €). Die Anomalie in der Goethestraße wurde korrigiert (einfache Miete: 440 DM statt 480 DM, wie es der Staffelung in anderen Ausgaben entspräche).
Nachdem Parker Brothers 1968 von General Mills übernommen worden war, wurde die Lizenz für Schmidt Spiele nicht erneuert, das Spiel erschien zwischen 1968 und 1975 beim in Vielbrunn ansässigen Spielwarenhersteller Brohm Spielwaren (Georg Brohm) und ab 1975 wieder unter dem Label Parker Brothers. Die Produktion des Spiels wurde bereits Mitte der 1960er Jahre nach Frankreich verlegt.
In der DDR war das Spiel nicht erhältlich, jede Einfuhr – auch im „Westpaket“ – war verboten. Trotzdem kursierten, natürlich in privaten Kreisen, selbst gebastelte Varianten des Monopoly-Spiels, die sogar im „Club-Raum“ einzelner FDGB-Ferienheime gespielt wurden.
Für Sammler wurde die deutsche Erstversion von 1936 neu aufgelegt – mit Berliner Straßennamen:
Huttenstraße (1200 RM), Turmstraße (1200 RM), Lehrter Bhf. (4000 RM)
Chausseestraße (2000 RM), Invalidenstraße (2000 RM), Alt-Moabit (2400 RM)
Schönhauser Allee (2800 RM), Prenzlauer Allee (2800 RM), Neue Königstraße (3200 RM), Bhf. Alexanderplatz (4000 RM)
Alexanderstraße (3600 RM), Landsberger Straße (3600 RM), Große Frankfurter Straße (4000 RM)
Köpenicker Straße (4400 RM), Warschauer Straße (4400 RM), Wiener Straße (4800 RM), Görlitzer Bhf. (4000 RM)
Oranienstraße (5200 RM), Gitschiner Straße (5200 RM), Belle-Alliance-Straße (5600 RM)
Friedrichstraße (6000 RM), Leipziger Straße (6000 RM), Unter den Linden (6400 RM),
Potsdamer Bhf. (4000 RM), Grunewald (7000 RM), Insel Schwanenwerder (8000 RM)
Einkommensteuer (4000 RM), Elektrizitäts- und Wasserwerk (je 3000 RM), Zusatzsteuer (2000 RM)
Ende 2001 gab Hasbro bekannt, dass die letzte Version mit der D-Mark als Währung produziert wurde und danach nur noch Euro-Versionen hergestellt werden.

#### Städte- und Sonderausgaben
Im Herbst 2005 erschienen zwei Berlin-Ausgaben des Spiels; zunächst Monopoly Heute mit aktualisierten Straßennamen und zeitgemäßeren Ereigniskarten; ein paar Wochen darauf Monopoly Banking, bei dem mit Kreditkarte und Chipkartenleser bezahlt wird. Darüber hinaus gibt es inzwischen modifizierte Originalversionen für iPhone und iPod touch.
Im Januar 2007 rief der deutsche Hersteller zu einer Internetabstimmung für die Ausgabe Monopoly Deutschland auf, bei der mit Städten anstelle von Straßen gehandelt werden sollte. Zur Wahl standen 38 Städte; Aachen, Jena und Saarbrücken kamen nach Wahlbeginn noch hinzu. In das Spiel, das im September 2007 auf den Markt kam, wurden die bestplatzierten 22 Städte aufgenommen. Wasser- und Elektrizitätswerk wurden durch Anlagen für erneuerbare Energieerzeugung wie Solar- und Windkraftanlagen ersetzt. Die Geldwerte wurden um den Faktor 10.000 erhöht; das Startkapital beträgt nun 15.000.000 € statt 1.500 €. Die Städte wurden auf dem Spielbrett in wertaufsteigender Reihenfolge gemäß dem Wahlergebnis angeordnet:
Heidelberg, Mannheim, Regensburg, Bielefeld, Münster, Düsseldorf, Würzburg, Schwerin, München, Bremen, Köln, Leipzig, Frankfurt am Main, Jena, Lübeck, Chemnitz, Augsburg, Hamburg, Halle, Aachen, Berlin und Saarbrücken. Die Bahnhöfe sind Nürnberg, Köln, Hamburg und Leipzig zugeordnet.
Der Spieleverlag Winning Moves bringt in Lizenz diverse Sondereditionen heraus, viele davon zu Städten und Regionen, andere zu Themen aus Kino, Sport, Computerspielen – selbst zur DDR, Biene Maja und den Beatles gibt es ein Monopoly.

#### Rechtsradikales SpielPogromly
Die rechtsextreme terroristische Vereinigung NSU (Nationalsozialistischer Untergrund) stellte das antisemitische Brettspiel Pogromly her, das sich nach den Monopoly-Regeln richtete. Der Name bezieht sich auf die Reichspogromnacht 1938. Das Spiel wurde 1997 von Uwe Mundlos, Uwe Böhnhardt und Beate Zschäpe entworfen und in mehreren Dutzend Exemplaren hergestellt. Durch den Verkauf wurden bis 1999 Aktivitäten der Gruppe finanziert. Auf dem Spielfeld waren nationalsozialistische Symbole abgebildet: ein Hakenkreuz als Startfeld, SS- und SA-Felder, ein Hitler-Porträt sowie vier Konzentrationslager. Elektrizitäts- und Wasserwerk waren durch die Felder „Gaswerk“ und „Arbeitsdienst“ ersetzt. Statt Gemeinschafts- und Ereigniskarten gab es sogenannte SS- und SA-Karten mit antisemitischen Botschaften. Der britische Holocaustleugner David Irving erwarb ein Exemplar. Die Frankfurter Allgemeine Sonntagszeitung berichtete 2011 zuerst über das Spiel. Bei der Durchsuchung von Garagen in Jena hatte die Polizei Ende Januar 1998 neben vier Rohrbomben mehrere Exemplare sichergestellt. Beim Prozess wurde das Spiel 2014 ausführlich thematisiert.

### Liechtenstein
Für Liechtenstein wurde 2011 durch die Triesner Firma Unique Gaming Partners, die auch diverse Schweizer und Österreicher Sonderausgaben herausgibt, eine Monopoly-Ausgabe im Sinne einer Sonderausgabe erstellt, 2020 erfolgte eine entsprechende Neuauflage.

### Luxemburg
2000 erschien eine Edition mit den Luxemburger Ortschaften Echternach, Wiltz, Bartringen, Junglinster, Niederanven, Diekirch, Mondercange, Bascharage, Walferdange, Mamer, Mersch, Kayl, Ettelbrück, Schifflange, Bettemburg, Hesperdange, Sanem, Redange, Dudelange, Differdange, Esch/Alzette und Luxemburg. Die Reihenfolge der Städte entspricht der Einwohnerzahl in aufsteigender Folge.
Das Spielbrett zeigt Wahrzeichen des Großherzogtums wie die Burg Vianden und das Europagebäude. Die Auflage war sehr klein, und das Spiel schnell ausverkauft. Es ist nicht bekannt, ob es eine Neuauflage geben wird.

### Österreich
In Österreich wurde 1936 von Schowanek ein ähnliches Spiel namens Business verlegt. Es enthielt einige Änderungen auf dem Spielbrett sowie Spielfiguren und Münzen aus Holz statt Plastikfiguren und Papiergeld. 1937 stellte die Wiener Druckerei Stockinger und Morsack („Stomo-Spiele“) das Spiel Spekulation her. Aus diesem entwickelte sich 1940/41 das Spiel DKT – Das kaufmännische Talent. Es verwendet Straßennamen der österreichischen Landeshauptstädte und hebt sich bei den Spielregeln teils deutlich vom gängigen Monopoly ab. Ursprünglich lizenzierte Piatnik Monopoly für Österreich, seit ca. 1991 wird es auch hier von Hasbro unter dem Label Parker Brothers vertrieben.

### Schweiz
Ab etwa 1940 brachte Carlit Monopoly in der Schweiz heraus. Zunächst im englischen Design von Waddington und ab 1968 eine direkt bei Parker Brothers lizenzierte Version. Nach der Übernahme von Carlit durch Ravensburger wurde das Spiel noch bis ca. 1990 von Carlit/Ravensburger vertrieben. Seit 1991 wird das Spiel in der Schweiz direkt von Hasbro unter dem Label Parker Brothers vermarktet. Die Schweizer Version verwendet Namen von Straßen und Plätzen mit Angabe des Ortes. So ist die teuerste Immobilie der Paradeplatz in Zürich, der billigste der Churer Kornplatz. Das Spielmaterial der Grundversion (Brett und Karten) ist durchgehend bilingual (deutsch und französisch).
Es gibt für den Schweizer Markt von Unique Gaming Partners in Zusammenarbeit mit Winning Moves verschiedene Sonderausgaben, so zum Beispiel zu Einrichtungen (wie Zoo Zürich, SAC-Hütten, FC Basel, FC St. Gallen usw.), zu verschiedenen Kantonen (wie Aargau, Fribourg/Freiburg, Thurgau usw.), zu Regionen (wie Zürcher Oberland, Appenzellerland usw.) oder zu Städten (wie Winterthur, Olten usw.) oder zu anderen Themen (wie Schweizer Berge, Schweizer Bauernhöfe, Zürichsee, Globi usw.).
Im jeweiligem Dialekt verfasst wurden die Ausgaben für die Städte Bern, Basel, Luzern und St. Gallen. „Nachsteuern“ beispielsweise heißt in der Basel-Ausgabe „Zuesatzstüür“, in der St. Galler Ausgabe „Luxusstüür“. Die Chance-/Kanzlei-Karten werden thematisch angepasst und je nach Ausgabe in Dialekt verfasst.

### Weltedition
Für die sog. World Edition wurden auf der Website von Hasbro 70 Metropolen weltweit zur Wahl gestellt. Aufs Brett schafften es z. B. Montreal als teuerste, Gdingen als günstigste von insgesamt 22 Städten.

### Anti-Monopoly und der Streit um den tatsächlichen Erfinder
1974 entwickelte der Ökonomieprofessor Ralph Anspach aus San Francisco ein Spiel namens Anti-Monopoly. Die Firma General Mills, welche Parker Brothers inzwischen übernommen hatte, reagierte auf dieses Spiel wie zuvor auf andere dieser Art und versuchte es vom Markt zu klagen. 40.000 bereits produzierte Spiele wurden vernichtet. In einer langjährigen Auseinandersetzung setzte sich Anspach jedoch letztlich durch. Als Folge dieser Klage musste General Mills eingestehen, dass Charles Darrow nicht der Erfinder von Monopoly ist, sondern dass es sich vielmehr um eine Kopie des seit 1904 im Umlauf befindlichen The Landlord’s Game von Elizabeth Magie handelte, beziehungsweise, dass es bereits vor 1930 Spiele mit demselben Namen und Spielprinzip gab (explizit erwähnt wird Atlantic City Monopoly). Ein nahezu identisches Spiel namens Finance war bereits seit 1932 im Handel, bevor es von Parker Brothers aufgekauft wurde. Anti-Monopoly wurde mit 500.000 verkauften Stück allein im ersten Jahr ein voller Erfolg.

### Spätere Abwandlungen
Es gibt mehrere von Parker lizenzierte Monopoly-Variationen unter Beibehaltung wesentlicher Merkmale. Beim in den späten 1970er Jahren vom MAD-Magazin herausgegebenen MAD-Spiel gilt es, sein Vermögen möglichst schnell zu verspielen. 2020 brachte Hasbro die Version Monopoly für schlechte Verlierer heraus, in der die Regeln umgedreht sind: Verlieren zahlt sich aus und es geht darum, seinen Mitspielern zu schaden.
Zu erwähnen sind noch Hotel, Mankomania, Shalom und Überholen ohne Einzuholen.
Im Jahre 1983 brachte die Firma The Parker Sisters – Div.of Fire Island Games, Inc. ein Gay Monopoly heraus, bei dem man Bars und Saunen kaufte. Wenn man auf einem „Manipulation“-Feld landete, musste man aus „Ollie's Hanky Code“ die oberste der 16 Karten nehmen und korrekt erklären, was es links und rechts getragen bedeutet. Bei richtiger Antwort erhielt man $ 69 und bei falscher Antwort musste man $ 69 in die Stonewall-Rücklage zahlen.
Daneben existieren Adaptionen als ökonomische Serious Games, beispielsweise zum Aufbau öffentlicher Güter (Commons).

## Monopoly als Computerspiel
Außerdem existieren verschiedene Umsetzungen als Computerspiel, die entweder eine originalgetreue Simulation des Brettspiels sind (wie z. B. das Open-Source-Spiel ‚Atlantik‘) oder lediglich einige aus dem Spiel bekannte Elemente aufgreifen, ansonsten aber ein anderes Hauptziel haben (wie z. B. ‚Monopoly Tycoon‘).

### Monopolyals App

#### iOS
Seit Dezember 2008 gibt es für iPhone und iPod Touch die Variante ‚Here and Now‘ und seit November 2009 ebenfalls das Originalspiel. Im Dezember 2010 erschien ‚Monopoly for iPad‘, eine an den 9,7-Zoll-Bildschirm von Apples Tablet-Computer angepasste Version mit sogenanntem Tisch-Modus für bis zu vier Spieler (die Bedienelemente richten sich nach der Sitzposition des gerade aktiven Mitspielers aus). Die gängigen Sprachen (Deutsch, Englisch, Französisch, Italienisch, Japanisch, Spanisch) sind in die App integriert; das Spielbrett wird in der Sprache gezeigt, die als Benutzersprache im OS voreingestellt ist. Vor jedem neuen Spiel kann aus drei verschiedenen Schwierigkeitsstufen gewählt werden. Über eine Bluetooth- oder WLAN-Verbindung können bis zu drei weitere Spieler an einer Partie teilnehmen.

#### Android
Am 4. Dezember 2019 veröffentlichte außerdem Marmelade Game Studio eine offizielle Android-Version von Monopoly, welche bereits mehr als eine Million Downloads zu verzeichnen hat.

### Monopoly City Streets
Am 9. September 2009 startete unter dem Namen Monopoly City Streets eine Onlinevariante des Brettspiels. Die Darstellung beruhte dabei auf Google Maps, die Straßendaten (Namen, Straßenverläufe) stammten von OpenStreetMap. Der Spieler sollte jede Straße der Welt kaufen können, beim Spielstart jedoch standen viele Straßen nicht zur Verfügung. Das Online-Spiel endete offiziell am 9. Dezember 2009.
Der Spieler verfügte zu Beginn über drei Millionen Monopolydollar und konnte damit Straßen kaufen. Diese generierten täglich Mieteinnahmen, die für weitere Investitionen zur Verfügung standen. War eine Straße bereits Eigentum eines anderen Spielers, konnte über einen Verkauf verhandelt werden.
Es konnten außerdem verschiedene Gebäude errichtet werden, welche zusätzliche Einnahmen einbrachten. Auf Straßen von Konkurrenten war es möglich, Gebäude mit negativem Einfluss zu errichten. Auch die aus der Brettvariante bekannten Ereigniskarten waren Bestandteil von Monopoly City Streets.
Aufgrund hoher Zugriffszahlen waren die Spielserver in den ersten Tagen kaum erreichbar und Spielen somit nahezu unmöglich. Weiterhin traten viele Fehler auf wie beispielsweise doppelt vergebene Spielernamen. Deswegen wurde das Spiel am 18. September 2009 neu gestartet: Alle Accounts und deren Besitzer wurden gelöscht, einige Regeln geändert und Fehler behoben.

## Weitere Medien
- Der Sänger Franz Josef Degenhardt nahm das Spiel in einem seiner Lieder in dem Album Wallfahrt zum Big Zeppelin kritisch unter die Lupe, als er darin eine wahre Episode schilderte, die am 26. Januar 1970 in Berlin stattfand und in deren Verlauf zwei Personen beim Monopolyspiel in Streit gerieten und den Tod fanden.
- Die Schriftstellerin Rita Mae Brown schildert in ihrem Roman Jacke wie Hose (erschienen 1978) im Kapitel 29. August 1938 ein Monopolyspiel. Hierbei wird mit Bargeld gespielt, welches sich Julia von Celeste leiht (die übrigen Spielerinnen haben eigenes Vermögen). Julia gewinnt und ist damit in der Lage, das Haus ihrer Mutter, in dem sie mit ihrem Mann wohnt, zu renovieren.
- In dem Horrorfilm Freitag der 13. des Regisseurs Sean S. Cunningham von 1980 spielt eine Gruppe Jugendlicher Strip-Monopoly in einer Waldhütte. Neben Spielgeld bezahlen die Teilnehmer dabei mit Kleidungsstücken, die sie am Körper tragen.
- 1984 äußerte Klaus Lage im Refrain seines Lieds Monopoli[45] bildliche Kapitalismuskritik mit den Worten „Wir sind nur die Randfiguren in einem schlechten Spiel […] Und die Herrn der Schlossallee verlangen viel zu viel.“
- Im Lied Laß uns das Ding drehen des Solo-Albums Rio I. von Rio Reiser, erschienen im November 1986, heißt es: „Laß uns das Ding drehen, laß uns über Los gehen. Es ist nicht schlecht, es ist nicht schlecht, zwar nur Papier, aber’s ist echt“.
- Die dänische Fernsehserie Die Leute von Korsbaek (Originaltitel Matador) ist aufgrund ihres Haupthandlungsstranges nach dem Spiel benannt.
- In der dreiteiligen deutschen Fernsehfilm-Serie Die Gentlemen bitten zur Kasse, die den legendären Postzugraub in Großbritannien am 8. August 1963 zum Thema hat, findet Scotland Yard auf einem im Räuberversteck, der Woodland-Farm, hinterlassenen Monopoly-Spiel einen Fingerabdruck (die Gentlemen spielten Monopoly natürlich mit echtem Geld). Dieser Abdruck reicht jedoch nicht zur Überführung seines Besitzers, Geoffrey Black, als Mittäter aus.
- In einer Folge der Simpsons (Wer erschoss Mr. Burns, Teil 1) erwähnt Mr. Burns, dass er das Elektrizitäts- und das Wasserwerk sowie ein Hotel auf der Badstraße besitzt, was auf das Spiel bezogen ist. In einer anderen Folge sorgt eine Partie Monopoly für einen Familienstreit, der zur Verhaftung der ganzen Familie führt. Auch das Männchen aus dem Monopoly-Logo tritt manchmal in Erscheinung.
- Im Film Lina Braake erklärt Gustav mittels Monopoly, wie man bei der Bank Kreditwürdigkeit erlangt.
- In Agatha Christie’s Poirot bildet das Brettspiel den Rahmen der Folge „Die verschollene Silbermine / The Lost Mine“ (Staffel 2, Folge 3): Zu Beginn spielen Poirot und Hastings Monopoly, wobei noch Hastings der Überlegene ist und behauptet, für dieses Spiel sei Können wichtiger als Glück, was Poirot nur noch mehr ärgert. Im Verlauf der Folge studiert Poirot die Spielregeln eingehend. Am Ende gewinnt er selbst und stimmt Hastings nun zu, dass er das Spiel nur durch Können für sich entscheiden konnte. Das Heft mit den Spielregeln diente zuvor der Überführung des Mörders.
- Mike Krüger widmete auf seinem Album „120 Schweine nach Beirut“ aus dem Jahr 1984 dem Brettspiel das Lied „Denn ich muß ins Gefängnis“, das inhaltlich von einer Partie Monopoly im Familienkreis handelt.
- Die Fast-Food-Kette McDonald’s lässt unter anderem in Deutschland, Österreich, Luxemburg und in der Schweiz die Marketingmaßnahme „McDonald’s Monopoly“ durchführen. In solchen Aktionswochen findet der Kunde auf vielen Verpackungen und Getränkebechern Sticker, die entweder Sofortgewinne oder die bekannten Straßennamen (beziehungsweise in der Schweiz Terrains wie „Zürich, Paradeplatz“) aus Monopoly enthalten. Schafft man es, alle zueinander passenden Straßen bzw. Terrains zu sammeln (analog zum originalen Monopoly-Spiel), erhält man einen sogenannten „Sammelgewinn“.
- Über viele Jahre hat beim McDonald’s Monopoly in den USA ein Insider Sticker mit den höchsten Sofortgewinnen abgezweigt und weiterverkauft. Mehrere der Verbrecher, welche jeweils 1-Million-Dollar-Sofortgewinne von McDonald’s erhielten, wurden sogar von McDonald’s im Fernsehen in der Werbung gezeigt. Die Verbrechensserie ging über 12 Jahre, innerhalb derer fast jeder 1-Million-Dollar-Sofortgewinn an Betrüger ging, bis im Sommer 2001 Festnahmen erfolgten. McDonald’s kündigte später in einem Werbespot an, dass jeder der ergaunerten Dollar wieder bei ihren Kunden landen werde, was geschah, indem McDonald’s 10 Millionen Dollar unter Kunden verteilte, indem sie zufällig im Laden von einer „Gewinn-Patrouille“ ausgewählt und auf die Schulter getippt wurden. Bei einem der ergaunerten 1-Million-Dollar-Gewinne, welcher an ein Krankenhaus ging, verzichtete McDonald’s stillschweigend darauf, ihn sich zurückzuholen.[46] Die Filmrechte an einem langen, 2018 erschienenen Reportageartikel über den Betrug hat 20th Century Fox vom Autor für eine Million US-Dollar ersteigert.[47]

## Filme

### Spielfilm
Auf der CinemaCon 2024 wurde eine Verfilmung von Lions Gate angekündigt, bei der Margot Robbie als Produzentin fungieren soll.

### Dokumentarfilm
- Monopoly – Spiel ohne Erbarmen. (Ruthless: Monopoly’s Secret History?). 43 Min. Regie: Steven Ives, Mareike Müller. Deutschland/USA 2024.[49]

## Schutzrecht in Deutschland
Ein abstrahierter Monopoly-Spielplan ohne Straßennamen wurde 2017 von der Firma Hasbro beim Deutschen Patent- und Markenamt als Wort-Bild-Marke eingetragen, bei der der Markenname Monopoly in Form der üblichen grafischen Gestaltung des Spielbretts als Marke (Markenzeichen) fungiert (der Markenname in der üblichen Darstellung ist dort mittig platziert).